# Statement Festival
Statement Festival är en ”mansfri” festival utan män i publik och på scen som hade premiär 2018. År 2019 omvandlades formatet till en klubbturné i olika städer i Sverige. Festivalen ställdes in 2020 och 2021 till följd av Covid-19-pandemin.

## Historia
Bakgrunden var att Emma Knyckare och andra ville skapa en festival där vissa kunde känna sig trygga oavsett könstillhörighet. Statement skulle bli en festival med bara deltagare som är kvinnor, transmän eller icke-binära både på scen och i publiken.
| ”                                                      | På musikfestivaler ska alla kunna känna sig trygga. Låter som en självklarhet, eller hur? Men år efter år har övergreppen på musikfestivaler visat på motsatsen. På Statement Festival är trygghet en självklarhet och nästa sommar arrangerar vi en musikfestival helt fri från cis-män, i såväl publik som på artistlistan. | „ |
| – Statement Festival, http://www.statementfestival.se/ | |   |

Några av artisterna som uppträdde på första årets festival var Frida Hyvönen, Joy M'Batha, Loreen och Dolores Haze. Arrangörerna meddelade 23 februari att komikerna Nour El Refai, Petrina Solange, Moa Svan och Josefin Johansson skulle uppträda under festivalen. "Som komiker känns det kul att få presentera Sveriges humorelit 2018, och de kommer garanterat kicka igång även den bakfullaste festivaldeltagaren" sa initiativtagaren Emma Knyckare i ett pressmeddelande. I mars meddelades att även Maxida Märak, Radula, Beatrice Eli och Alice B skulle uppträda på festivalen. I april tillkom artisten Ionnalee och i maj meddelades att brittiska heavy metal-bandet Girlschool, gotländska rockbandet Maidavale och göteborgaren Stina Velocette skulle ansluta till årets uppställning.

### 2020/2021 års festival
Statement Festival var planerad att återkomma i september 2020, men med hänvisning till Covid-19-pandemin sköts festivalen upp till 2021. Även 2021 ställdes in på grund av Covid-19-pandemin.

## Anmälningar till diskrimineringsombudsmannen
Innan den första festivalen ägde rum hade sju anmälningar om diskriminering inkommit till Diskrimineringsombudsmannen (DO). I svar till DO anger arrangörerna att även cismän kan köpa biljett och kommer att släppas in. DO drar slutsatsen att arrangörerna gör skillnad på hur man marknadsför festivalen och hur den genomförs. Festivalen riktar sig till en viss målgrupp men nekar inte någon att komma in.
Festivalen fälls för diskriminering
En utredning av Diskrimineringsombudsmannen blev en följd av de tidigare inkomna anmälningarna till DO. Den 17 december 2018 publicerade DO resultatet och efter att DO färdigställt sin utredning fälldes festivalen för diskriminering. Det är diskriminerande att beskriva en festival som "mansfri" kom man fram till i utredningen. Däremot visade utredningen inte att någon person utsatts för diskriminering vid festivalens genomförande.

## Gaffa-priset

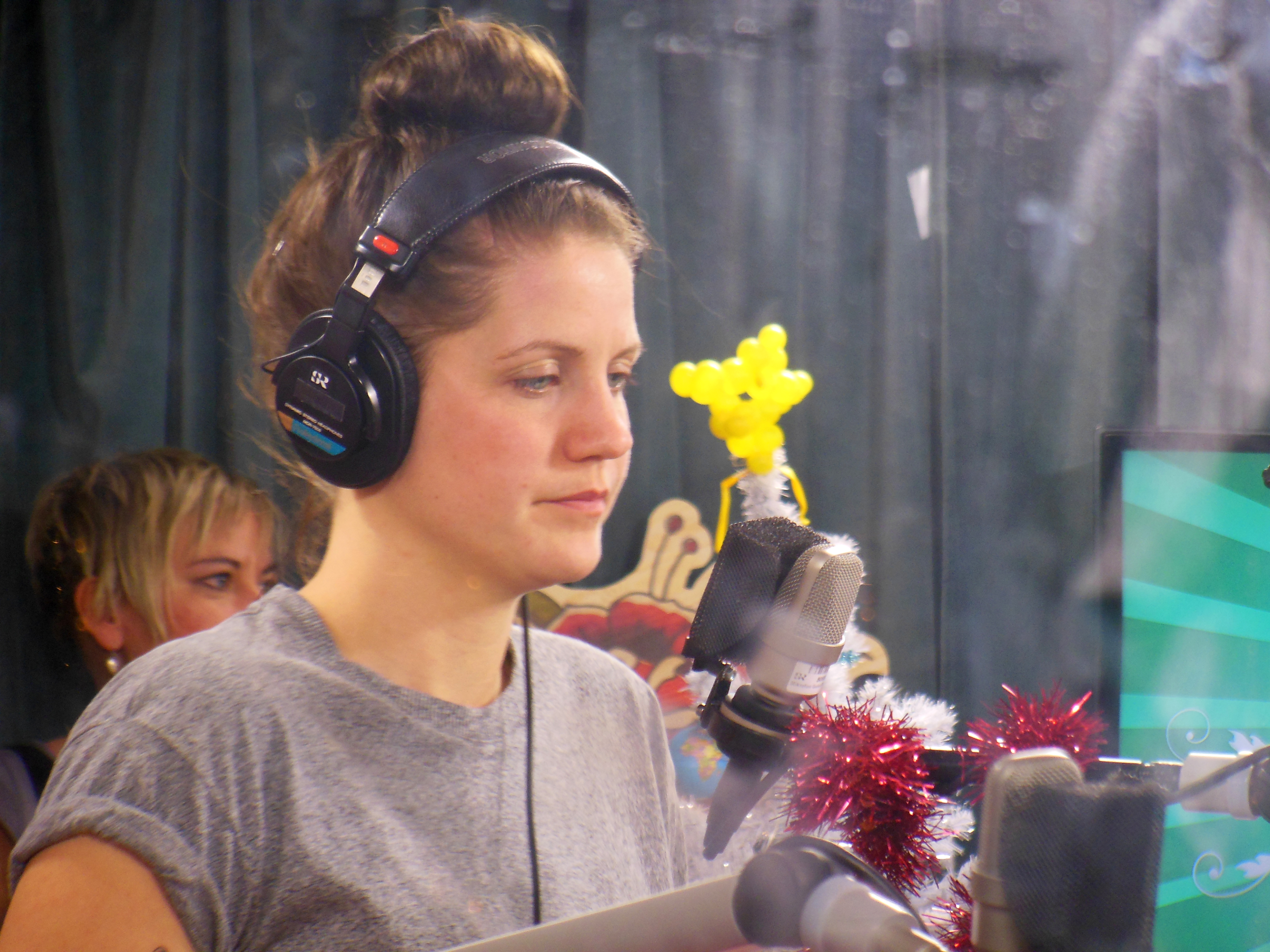
Initiativtagaren Emma Knyckare, här i Musikhjälpen 2013.

Redan innan den första festivalen hade ägt rum tilldelades initiativtagaren Emma Knyckare Gaffaredaktionens specialpris 2017. Festivalen hade över 5 000 besökare, men inga brott anmäldes.

## Artister till 2018 års festival
- Alice B
- Beatrice Eli
- Det brinner
- Dolores Haze
- Frida Hyvönen
- Girlschool
- Ionnalee
- Josefin Johansson
- Joy
- Karim & Karam
- Maidavale
- Maxida Märak
- Moa Svan
- Nour El Refai
- Petrina Solange
- Radula
- Shirin
- Stina Velocette
- Tami T
- Zhala